# Мартин Броньовський (бурґграф)
Мартин Броньовський  (Броневський) — бургграф Кракова, Лицар Гробу Христового в Єрусалимі, війт Потелича, любачівський староста.